# Genf kanton
A Genfi köztársaság és kanton (franciául République et Canton de Genève; németül Republik und Kanton Genf; olaszul Repubblica e Canton Ginevra; romansul Republica e Chantun Genevra) Svájc legnyugatibb kantonja, melyet szinte teljes egészében körbevesz Franciaország. Népessége 2020-ban 506 343 fő volt, székhelye Genf városa.

## Története

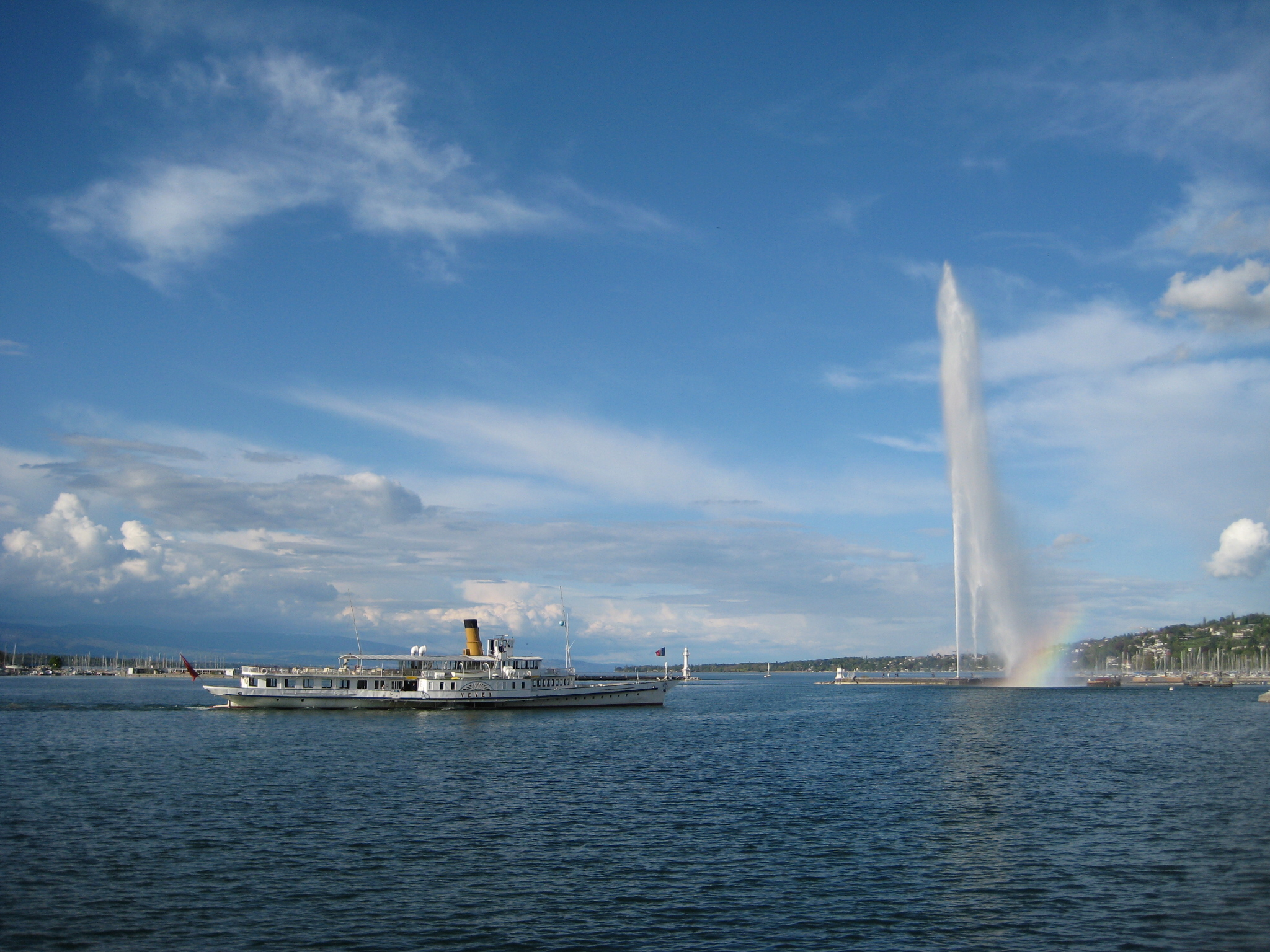
A Genfi-tó

Genf 1154-től kezdve a Német-római Birodalom független püspöksége volt. 1290-től a püspök közvetlen hatalomgyakorlását megosztotta vicedominusával, előbb a polgári bíráskodást bízva rá, 1387-től fogva pedig a város önkormányzatot kapott saját ügyeiben. 1416-tól kezdődően Szavoja hercegei törekedtek a város alávetésére, hol hűbérúri követeléssel lépve fel, hol megszerezve a püspöki széket családtagjaik számára; ezért a város az Ósvájci Konföderáció szövetségét kereste. 1541-ben Kálvin János kikiáltotta a Genfi Köztársaságot és két évvel később alkotmányt (Édits civils) vezettek be. Genf nem csatlakozott az Ósvájci Konföderációhoz, de annak protestáns kantonjaival "örökös szövetséget" kötött 1584-ben.
A francia forradalom hatására 1794 februárjában új, forradalmi alkotmányt fogadott el a város-köztársaság. Robespierre halála után 1796-ban ellenforradalmi rezsim vette át a hatalmat Genfben, ami 1798-ban kiváltotta a francia inváziót. Franciaország annektálta Genfet és Léman megyéhez csatolta. Napóleon bukása után az általa annektált területek felszabadultak és 1815-ben Genf (kisebb francia és szavojai területekkel kiegészítve) 22. kantonként csatlakozott az új Svájci Államszövetséghez. A kanton alkotmányát 1847-ben hozták, amit azóta néhány ízben módosítottak.

## Földrajza
Genf Svájc legnyugatibb kantonja. Területe 282,48 km². Szinte teljes egészében francia területtel van körbevéve: nyugaton Franciaország Ain megyéjével, keleten és délen Haute-Savoie megyével, északon pedig Vaud kantonnal határos. A kanton a Genfi-tó nyugati végét veszi körbe, ott ahol a Rhône folyó ered belőle. A második legnagyobb folyó az Arve, amely Genf városánál torkollik a Rhône-ba. A kanton legmagasabb pontja az 516 méteres Les Arales.
A kantonhoz tartozik a Genfi-tó partján fekvő Céligny két apró exklávéja, melyet Vaud kanton területe vesz körül.

## Közigazgatás

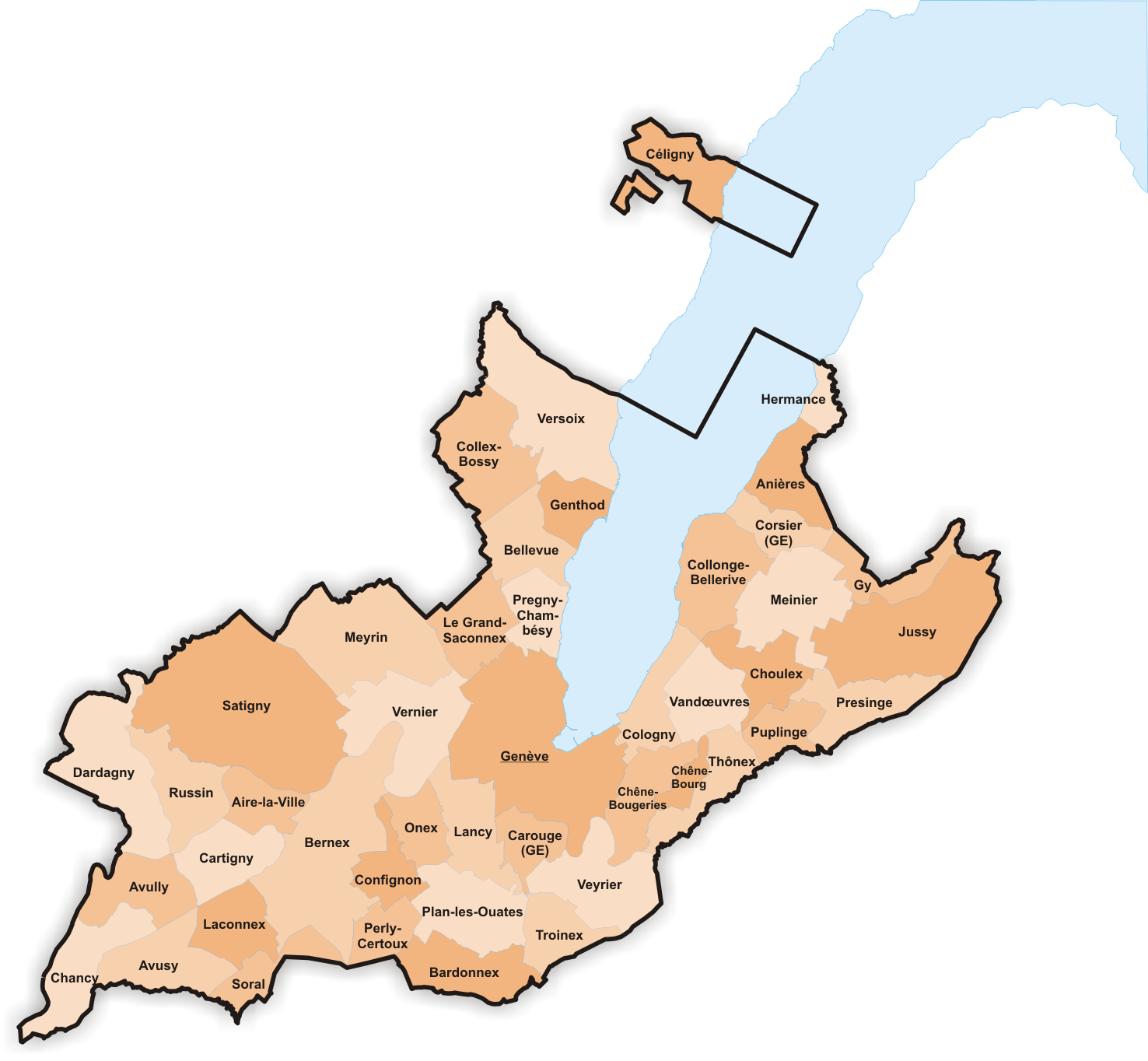
Genf kanton önkormányzatai

Genf kanton végrehajtó kormányzata, az Államtanács hét főből áll, akiket négy évre választanak. A törvényhozó testület a 100 képviselői helyből álló Genfi Nagytanács. A svájci gyakorlatnak megfelelően az alkotmány bármely változtatását népszavazásnak kell jóváhagynia. Ezenkívül népszavazással bármely törvény eltörölhető, ha ezt legalább 7 ezer szavazópolgár kezdeményezi, 10 ezer aláírással pedig új törvény kezdeményezhető.
A kis területű kantonban nincsenek kerületek. A kantont 45 önkormányzatra osztják. Városai közül 10 haladja meg a tízezres lakosságot (2007): Genf (188 174), Vernier (32 038); Lancy (27 548); Meyrin (20 793); Carouge (19 114); Onex (17 328); Thônex (13 251); Versoix (12 468); Grand-Saconnex (10 607) és Chêne-Bougeries (10 148).

## Népesség
A kanton lakossága 2014 júniusában 479 158 fő volt – többségük anyanyelve a francia –, ebből 194 632 (40,1%) volt külföldi állampolgár. A külföldiek közül legtöbben portugálok (36 518), franciák (27 231) és olaszok (20 591) voltak; összességében 73%-uk európai, 9,1%-uk afrikai, 9,0%-uk pedig amerikai országból származik. A lakosok 35,4%-a a kantonban született, 23,7% pedig Svájc más területeiről költözött ide.
Kálvin János óta Genf mindig is a protestáns kereszténység egyik fellegvára volt. A 20. századi bevándorlások következtében azonban a katolikusok aránya megnőtt és ma eléri a 36,6%-ot. 5,4% egyéb keresztény felekezetekhez, 5,5% az iszlámhoz, 5,9% pedig egyéb vallásokhoz tartozónak vallotta magát.

### Népességváltozás
A kanton népességének változása 1850-től 2020-ig:

## Gazdaság
A kanton gazdaságának döntő részét fővárosa teszi ki, amely nemzetközi jelentőségű kereskedelmi és pénzügyi központ. A svájci bankok jelentős része Genfben található. A munkavállalók döntő része szolgáltatói munkakörben dolgozik, ugyanis a városban számos nemzetközi szervezet (ENSZ, Vöröskereszt, Nemzetközi Munkaügyi Szervezet, stb.) központja található meg. A kanton vidéki részein mezőgazdasági termelés (búza és szőlőtermesztés) folyik. Az iparra elsősorban a precíziós gépgyártás jellemző; Genf híres óragyártóiról.
Az kanton úthálózatának középpontjában Genf áll, az utak nagy része a földrajzi helyzet következtében nem a többi svájci kantonba, hanem Franciaországba vezet. Cointrinban található a Genfi repülőtér. 1984 óta a francia nagysebességű vonatok Genfbe is befutnak.
A legfontosabb felsőoktatási intézmény a Kálvin által 1559-ben alapított Genfi Egyetem.

## Fordítás
- Ez a szócikk részben vagy egészben  a   Canton of Geneva című angol Wikipédia-szócikk ezen változatának fordításán alapul.  Az eredeti cikk szerkesztőit annak laptörténete sorolja fel. Ez a jelzés csupán a megfogalmazás eredetét és a szerzői jogokat jelzi, nem szolgál a cikkben szereplő információk forrásmegjelöléseként.